# Chengqu, Yangquan
 Chengqu är ett stadsdistrikt och säte för stadsfullmäktige i Yangquan i Shanxi-provinsen i norra Kina. Det ligger omkring 90 kilometer öster om provinshuvudstaden Taiyuan. 
Chengqu översätts till svenska med "tätort".